# Marcel Mbangu Mashita
Marcel Mbangu Mashita, né le 24 octobre 1965 à Kolwezi, est un officier Général-major au sein des Forces armées de la République démocratique du Congo (FARDC), Commandant de la 21e Région militaire au Grand-Kasai à Mbuji-mayi depuis 2019.

## Biographie

### Enfance et éducation
Marcel Mbangu Mashita est né le 24 octobre 1965 à Kolwezi, au Lualaba dans l’ex-Katanga en République démocratique du Congo, fils de Mbangu Jean et Mujinga Nkoy. Diplômé en ressources humaines et anglais professionnel et communication à l'université de Cambridge (Royaume-Uni). Il maitrise parfaitement plusieurs langues dont le français, l'anglais, le portugais, le swahili ainsi que d’autres langues du pays. Il est marié et père de sept enfants.

## Carrière militaire

### Débuts et ascension
Durant son parcours militaire, Marcel Mbangu occupe des postes très « sensibles et stratégiques ». Il a été Commandant Compagnie au sein des Unités Tigres venues de l’Angola et ayant participé activement à la prise de la ville de Kinshasa le 17 mai 1997, lors de la deuxième guerre du Congo dite de libération de l'AFDL; Chef du Département administratif, Directeur Adjoint, puis Directeur de la direction des Transmissions à l’État-Major général de Forces armées congolaises (actuelles Forces armées de la république démocratique du Congo). Marcel Mbangu est orienté dans la diplomatie de 2002 à 2011 avant de regagner activement son service militaire. Son passage à l’ambassade de la République démocratique du Congo près de la République d’Ouganda est souvent positivement commenté. En 2013, il est promu au grade de Général de Brigade et occupe la fonction de commandant second chargé des opérations et renseignements militaires à la 32e Région militaire en Ituri dans l’Est de la République démocratique du Congo,.

### 2015 - 2019: Commandant des opérations Sukola 1

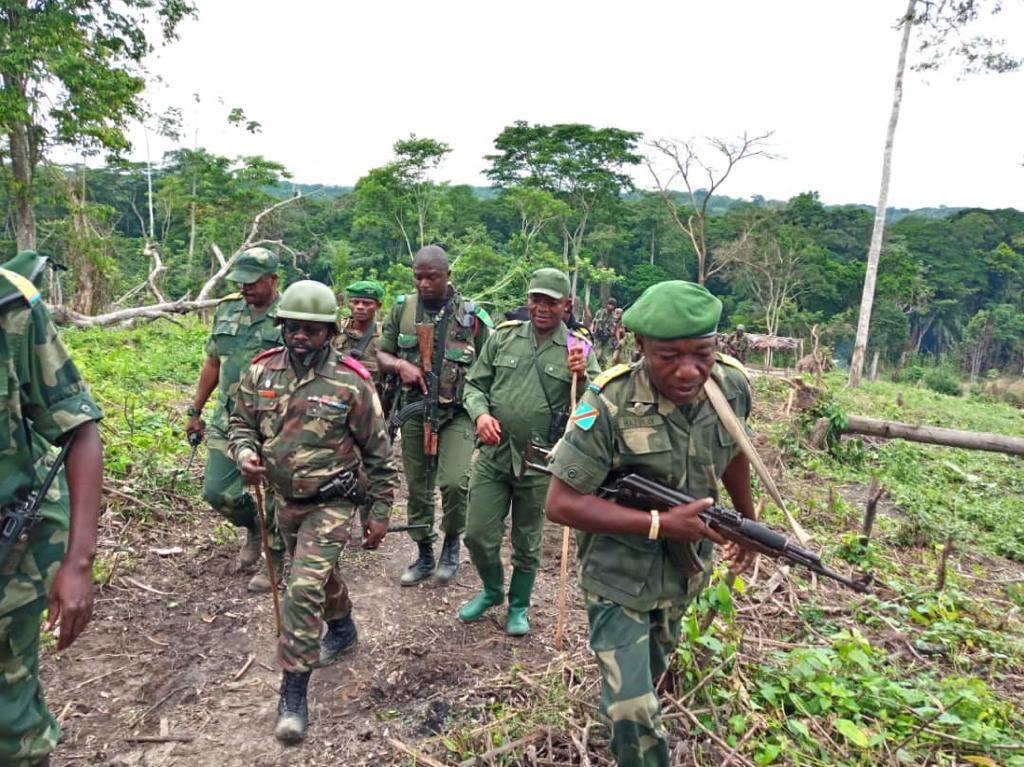
Le Général Marcel Mbangu Mashita dans l'Est de la République démocratique du Congo

Après un an, à la suite des tueries intempestives dans le Territoire de Beni, la population de Beni avait exigé un changement de la chaîne de commandement militaire dans le Grand Nord de la province du Nord-Kivu et l'intensification des opérations militaires de l'armée contre les groupes armés dont les Forces démocratiques alliées (FDA) actifs dans la région,. Le chef de l'état Joseph Kabila signe une ordonnance présidentielle le 3 juin 2015 et nomme le général Marcel Mbangu Mashita commandant du secteur opérationnel Sukola 1 Grand Nord, couvrant les villes de Beni et Butembo ainsi que les territoires de Beni et Lubero,.
Il a pris le commandement de ce secteur opérationnel des FARDC dans une situation caractérisée, en plus de huit mois de massacres civils, par une polémique sur l'identité de l'ennemi dans une zone où les Forces démocratiques alliées (FDA) et les groupes Maï Maï sont les principaux groupes armés actifs et auteurs de violences contre les civils. Pendant quatre ans passés à la tête des opérations Sukola 1 et dans la traque des ADF, le général Major Marcel Mbangu a conquis plusieurs camps importants de ce groupe rebelle dans le triangle dit « de la mort » en territoire de Beni, notamment les camps de Garlic, Mapobu carrière, Beileaf, Ivo, Mass et Ivokokola. Il a également assuré le contrôle de l'espace de Mwalika où se trouvait l'importante base des ADF, oubliée lors des précédentes opérations de l'armée congolaise contre ce groupe armé ; les plantations des ADF ont été détruites et d'autres positions rebelles connues sous le nom de Maman Rhuta, Keya et Ngerere conquises et occupées par les FARDC.
En mai 2016, les FARDC ont lancé l'opération « Usalama » pour éradiquer totalement l'activisme des ADF à Beni avec le soutien de la Mission d'Observation des Nations Unies au Congo (MONUSCO). Mbangu a exhorté la population de la province du Nord-Kivu, au cours des points de presse, à ne pas abuser des réseaux sociaux pour démoraliser la population et les troupes sur le terrain face aux terroristes ougandais ADF qui, depuis près de 25 ans, ont investi la région de Beni en usant d’un Modus operandi qui n’est pas différent de celui de ses homologues de l’Al-Qaïda au Maghreb islamique (AQMI) au Sahel et Boko Haram au Nigeria,. Le 27 octobre 2018, le général-major Mbangu Mashita est le premier officier de l'armée congolaise à révéler, avec vidéos comme soutenance, que les ADF opèrent désormais dans la région de Beni sous un nouveau nom appelé ADF/MTM ou MTM: «Madina al Tawhid wal Muwahedin», qui signifie la ville (Madina) du monothéisme et des monothéistes. Il révèle également que sous ce nouveau nom, les ADF ont adopté une stratégie pour convaincre l'extrémisme international afin que ce dernier leur vienne en aide. L'objectif est de créer un État islamique et à partir de Madina dans le territoire de Beni qu’ils vont étendre au-delà des frontières de ce territoire du Nord Kivu.
En 2019, un rapport rendu public par Human Rights Watch et le Groupe d’étude sur le Congo présente la région de Beni comme « épicentre » des violences, en raison de l’activisme des combattants ADF. Au grade de général-major et commandant de l'operation Sukola 1 pendant quatre ans, Marcel Mbangu Mashita a cédé le commandement au général de brigade Nduru Jacques pour la suite de la traque des combattants des Forces démocratiques alliées (FDA) à Beni (Nord-Kivu). Le 29 août 2019, l'évènement de passation de l'étendard est supervisé par le commandant de la troisième zone de défense, le général-major Sikabwe Fall, en présence du général d'armée Célestin Mbala, chef d’Etat-major général des Forces armées de la république démocratique du Congo (FARDC),,.

### 2020: commandant de la21erégion militaire
Le 17 juillet 2020, le Général Marcel Mbangu a été nommé commandant de la 21ème région militaire par le president Félix Antoine Tshisekedi Tshilombo, pour remplacer à ce poste, le général de brigade Bob Kilubi Ngoyi. Il rejoint son nouveau poste deux mois après sa nomination pour avoir dirigé quelques mois plutôt la commission d’enquête, sur ordre du président de la République, pour élucider les circonstances de la mort du général major Delphin Kahimbi, chef d’Etat-major chargé des renseignements militaires des FARDC,,,,.

### Autre

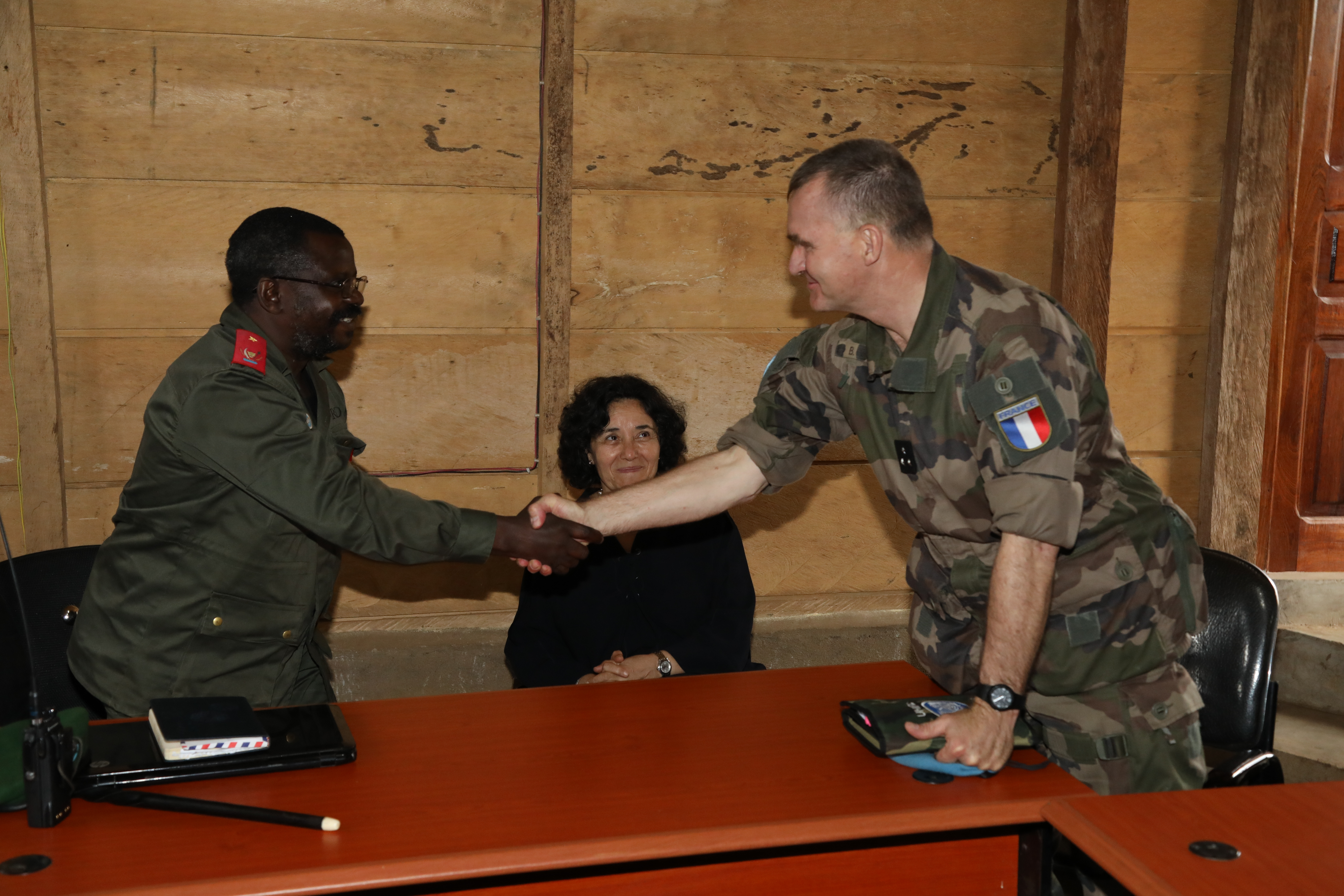
Le général Marcel Mbangu Mashita avec le général Bernard Commins (le saluant) et la diplomate algérienne Leila Zerrougui en avril 2018 au Nord-Kivu.

Le général Major Marcel Mbangu Mashita est également considéré comme l'un des principaux artisans de la reprise de la coopération militaire entre la MONUSCO et le gouvernement congolais. Lorsqu'il est arrivé à Beni en 2015, il y avait entre ces deux précités de la méfiance et des désaccords sur plusieurs points, dont le respect des Droits de l'homme. Mais contre toute attente, il a décidé de coopérer avec la MONUSCO depuis juin 2015 en désaccord avec sa hiérarchie,. Il a par la suite convaincu les autorités congolaises de l’importance de normaliser la coopération militaire entre les FARDC et les Casques bleus de la MONUSCO en général et la Brigade d’Intervention en particulier. Le 28 janvier 2016, un accord de coopération militaire a été signé entre le chef de la MONUSCO et le ministre congolais de la Défense. Cet accord prévoit la mise en place à plusieurs niveaux de coordination, des officiers de liaison et un système d'évaluation, un soutien logistique de la MONUSCO aux FARDC; rations, transports et évacuations médicales, soutien au combat et soutien en renseignement,.

## Profil militaire de la carrière
Depuis le début de sa carrière militaire, le Général-major Marcel Mbangu Mashita  a obtenu plusieurs diplômes, brevets, distinctions et décorations militaires notamment  :
- 2001 : Diplôme au Commandement et Etat-Major au Staff College (Zimbabwe).

- 2013 : Certificat en Renseignement Stratégique en Égypte.

- 2017 : Diplôme de Stratégie et de défense au Collège des hautes études de stratégie et défense (CHESD).

- 2017 : Diplôme de Master Exécutif en Sécurité Internationale à The Management Institute For The International Strategy (THEMIIS) en France.

## Profil professionnel
| Grades             | Années | Fonctions occupées |
| ------------------ | ------ | --- |
| Adjudant-chef      | 1992   | Chef de peloton |
| Sous-lieutenant    | 1993   | Chef de peloton |
| Lieutenant         | 1994   | Commandant Compagnie au sein des unités Tigres venues de l’Angola |
| Capitaine          | 1996   | - Commandant Compagnie au sein des unités Tigres venus de l’Angola et ayant participé activement à la prise de la ville de Kinshasa le 17 mai 1997 - Chef de Service de Sécurité à la Clinique Présidentielle de l’OUA (UA)                                                                |
| Major              | 2000   | - Chef du Département administratif à la direction des Transmissions à l’État-major général de Forces armées congolaises (actuelles Forces armées de la République démocratique du Congo) - Directeur à la direction des Transmissions à l’État-major général de Forces armées congolaises |
| Lieutenant-colonel | 2007   | Directeur de renseignement et sécurité militaire de la Force Terrestre |
| Colonel            | 2010   | Chef d’antenne de service de renseignement militaire à l’ambassade de la République démocratique du Congo près la République d’Ouganda |
| Général de brigade | 2013   | - Commandant Adjoint à la 32eme Région Militaire chargé des opérations et renseignement en Ituri/Bunia - Commandant du Secteur opérationnel militaire Sukola 1 Grand-Nord au Nord-Kivu/Beni                                                                                                |
| Général-major      | 2018   | - Commandant du Secteur opérationnel militaire Sukola 1 Nord au Nord-Kivu/Oicha - Commandant du Secteur opérationnel militaire Sukola 1 Grand-Nord au Kivu/Beni |
| Général-major      | 2020   | Commandant de la 21ème Région militaire au Grand-Kasai/Mbuji-mayi |

## Décorations et autres titres honorifiques
- Grand Officier de l'ordre national "Heros Nationaux Kabila-Lumumba"
- Combattant de libération de guerre 1996-1997
- Croix de la bravoure militaire avec étoile de bronze à cinq branches
- Croix militaire de 1ère classe
- Croix militaire de 2e classe